# Nakasongola
Nakasongola è una città di circa 11 700 abitanti dell'Uganda, situata nella Regione centrale; è il capoluogo dell'omonimo distretto.
La città è provvista di un aeroporto civile e di un aeroporto militare.